# 还有一件事……
《还有一件事……》(英語：And Another Thing…) 是道格拉斯·亚当斯的＂三部曲＂银河系漫游指南中的第六部。这本书为阿特米斯奇幻历险的作者艾欧因·科弗所著。在2009年10月12日，此系列作品的第一本书出版13周年之际，此书分别由企鹅出版集团和亥伯龙出版社在英美两国发行。亚当斯的遗孀简·贝尔森授权科弗撰写此书。

## 背景
亚当斯在去世之前，便觉得有必要继续把银河系漫游指南写下去，他说：＂我觉得将来我会写出第六部银河系漫游指南……＂, ＂人们颇为中肯地评论说基本无害这本书非常阴暗。确实如此。我比较喜欢以一个更欢快的音符来结束这个系列，因此我可能会写出第六部来。＂

## 公布
还有一件事……一书于2008年9月16日公布。虽然科弗声称一开始对由其他作者执笔银河系漫游指南这个念头感到有点生气，但最后他认为这本书对他是＂一个绝佳的机会＂。他因此可以＂和他自童年起就开始喜欢的小说人物一起创作，并且可以在继承道格拉斯·亚当斯原意的同时加入一些自己的声音＂。亚当斯的遗孀，简·贝尔森，称她＂想不出一个比科弗更好的人选来为亚瑟，柴法德和马文注入新的活力＂并全力支持这本书。
在2009年3月9日，企鹅出版集团在伦敦举行了一个招待会。会中公布了本书的封面，并宣布了一些相关的市场活动，如BBC广播剧的CD，以及Pan Books出版社对本系列前五部书的重新发行。作为宣传活动的一部分，有一个网站被用来搜集访问者的留言，并称将在本书的发行当天把这些信息发送到太空深处。
Warerstones的科幻小说采购者Michael Rowley描述科弗和银河系漫游指南系列是一个＂绝佳的搭配＂。不过该系列的一些书迷也表达了遗憾。他们惋惜＂这一系列独一无二的小说不能保留原样＂，并希望科弗不会把这部小说＂彻底毁掉＂。

## 广播剧
还有一件事……被删节改编成10个部分，在2009年10月12日至23日，于BBC Radio 4的Book at Bedtime中播放。这个广播剧由Penny Leicester改写，Stephen Mangan朗读， 其中Peter Serafinowicz为指南配音， 最终由Heather Larmour制作。

## 有声书
本书的有声版由Amazon.com的子公司Audible.com制作。和广播剧不同的是，有声书是未删节的版本。Simon Jones朗读了这本书。他同时也是广播和电视中亚瑟登特的扮演者，并出演了一部BBC Radio 4制作的短剧庆祝本书的公布。这是Simon Jones朗读的第一部银河系漫游指南系列的有声书，录音共长10小时21分钟。本系列的其他有声书朗读者有Stephen Moore（马文的扮演者，录制了除基本无害外的其他有声书），亚当斯本人和Martin Freeman（2005年电影中亚瑟的扮演者）。

## 反应
本书毁誉参半。一些人赞赏本系列小说和其中角色的归来，也有人对本书或不满或无动于衷.很多人认为本书的风格和亚当斯的迥异，并由此衍生出不同的意见，但也有一些人赞扬本书和亚当斯的风格十分接近。一些人认为这是一本好书，但可能会令那些期待着一本亚当斯式续集的读者失望。其中一种最常见的文学评论是书中出现了太多指南的条目。另外一些批评则认为本书的角色有点偏离原著，而且当中的一些笑话和亚当斯书中的相比也显得有些粗陋另外也有人认为本书虽然出色，却仍及不上本系列早先的一些作品。最后，还有读者认为本书只是对这一本已庞大的系列小说的画蛇添足。无论如何，许多评论家都认为，与之前的期望相比，这本小说确实写得很不错。

## 资料来源
1. 1 2 3  "New Hitchhiker's author announced （页面存档备份，存于）" .BBC
2. ↑  "Children's author to write sixth instalment of Hitchhiker series - News, Books （页面存档备份，存于）" .The Independent
3. ↑  "Eoin Colfer to write sixth Hitchhiker's Guide book | Books | guardian.co.uk （页面存档备份，存于）" .Guardian
4. ↑  Tweet The Galaxy - And Another Thing - Eoin Colfer 的存檔，存档日期2009-07-31.
5. ↑  Fan-site spat over new Hitchhiker 的存檔，存档日期2008-12-02.
6. ↑  Review: And Another Thing by Eoin Colfer[永久]
7. ↑  .   [2009-11-28]. （原始内容存档于2009-11-02）.
8. ↑  .   [2009-11-28]. （原始内容存档于2009-10-27）.
9. ↑  .   [2009-11-28]. （原始内容存档于2010-01-28）.
10. ↑  .   [2009-11-28]. （原始内容存档于2016-03-13）.
11. ↑  .   [2009-11-28]. （原始内容存档于2009-11-22）.